# Yusuke Shimizu (Fußballspieler)
Yusuke Shimizu (japanisch 清水 祐輔 Shimizu Yusuke; * 13. Mai 2001 in der Präfektur Saitama) ist ein japanischer Fußballspieler.

## Karriere
Yusuke Shimizu erlernte das Fußballspielen in der Jugend des J1 League-Erstligisten Kashiwa Reysol sowie in der Universitätsmannschaft der Tōyō-Universität. Seinen ersten Vertrag unterschrieb er am 1. Februar 2024 bei RB Ōmiya Ardija. Der Verein aus Ōmiya-ku spielte in der dritten Liga, der J3 League. In seiner ersten Profisaison bestritt er vier Ligaspiele. Am Ende der Saison 2024 feierte er mit dem Verein die Drittligameisterschaft und den Aufstieg in die zweite Liga. Am 1. Februar 2025 wechselte er auf Leihbasis in die Präfektur Tottori zum Drittligisten Gainare Tottori.

## Erfolge
Ōmiya Ardija
- Japanischer Drittligameister: 2024